# Ras Daszan
Ras Daszan (Ras Daszen Terara) – wygasły wulkan w Etiopii, w górach Semien, na północny wschód od jeziora Tana.
Najwyższy szczyt Wyżyny Abisyńskiej. Jest to jednocześnie czwarty co do wysokości szczyt Afryki. Masyw jest pochodzenia wulkanicznego. Stoki góry porastają suche lasy iglaste. W górnej części powyżej 3000 m n.p.m. występuje roślinność wysokogórska, łąki górskie i nagie skały.
Starsze pomiary wskazywały wysokość wynoszącą 4620 m, późniejsze - 4533 m. W 2005 r. dokonano kolejnego pomiaru i ustalono wysokość szczytu na 4550 m.
Pierwszego wejścia dokonali Ferret i Galinier w 1841 r. W 1969 r. szczyt zdobyła polska wyprawa wysokogórska, kierowana przez Andrzeja Wilczkowskiego.